# Mediterraneismo

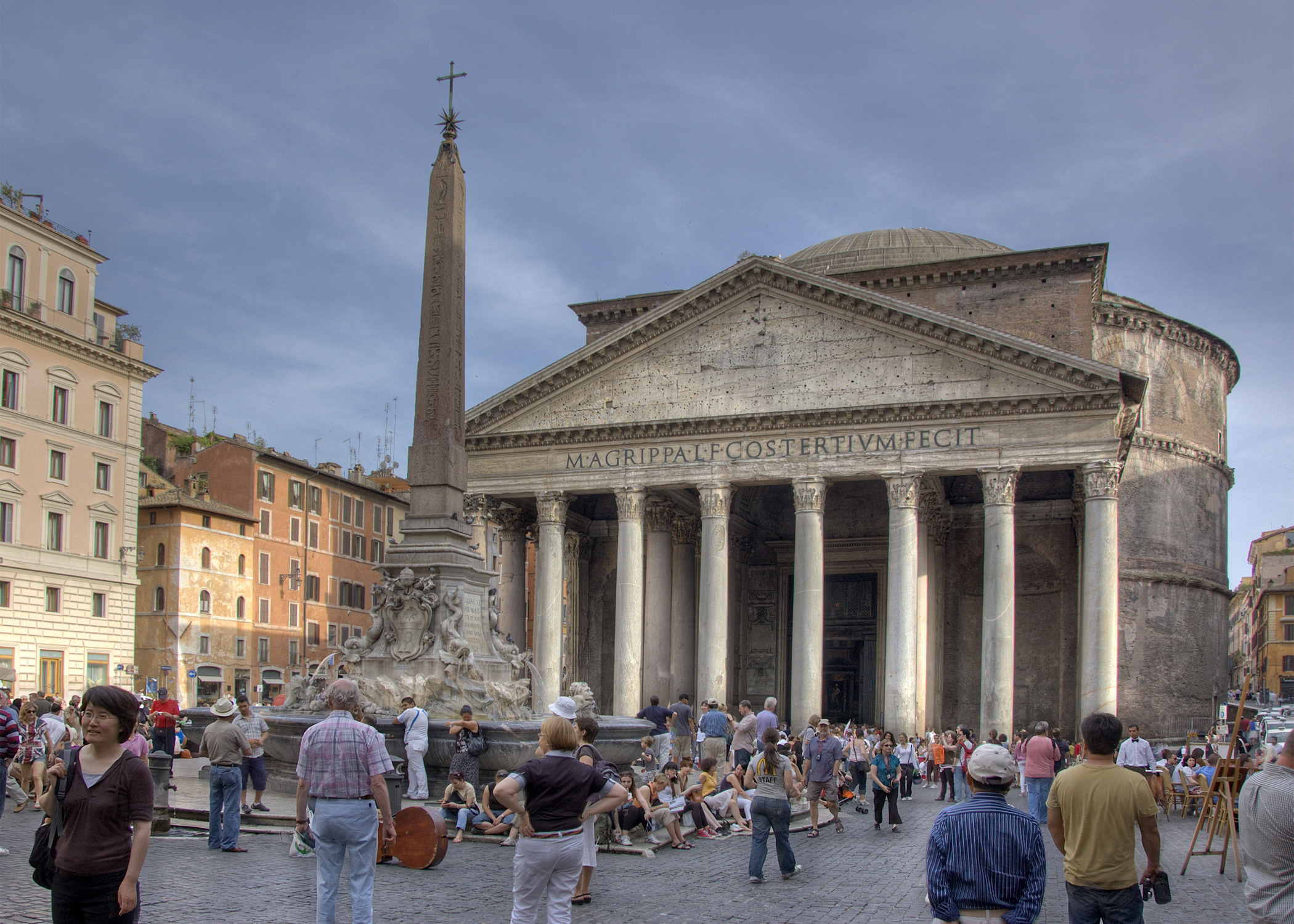
Il Pantheon, un'architettura sopravvissuta dell'Impero romano, simbolo della sua civiltà

Il Mediterraneismo è una dottrina che afferma che ci sono caratteristiche distintive che le culture mediterranee hanno in comune.

## Storia

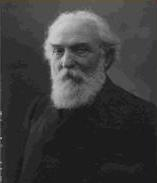
L'antropologo siciliano Giuseppe Sergi

L'antropologo messinese Giuseppe Sergi (1841-1936) sosteneva che la razza mediterranea era "la razza più grande... non derivata né dal popolo nero né da quello bianco... una stirpe autonoma nella famiglia umana". Sergi affermò che la razza mediterranea probabilmente parlava storicamente una lingua camitica, legata alla lingua degli antichi Egizi, degli Iberi e dei Libici. Sergi osservò che l’Impero Romano portò alla diffusione della civiltà mediterranea in tutta Europa e, di conseguenza, la civiltà europea contemporanea era legata per discendenza alla razza mediterranea.
Sergi respinse le affermazioni del nordicismo riguardo alla presunta forte appartenenza ariana dei popoli nordici, sostenendo che gli Ariani non avevano un aspetto nordico. Invece, affermò che i Nordici erano “Euroafricani arianizzati” e che la razza nordica era correlata alla razza mediterranea.
Sergi rispose alle affermazioni tipiche del nordicismo sulla superiorità dei Nordici rispetto ai Mediterranei dicendo che la ragione della percepita mancanza di ricchezza o progresso nei paesi di lingua romanza, rispetto a quelli dell’Europa settentrionale, era dovuta al fatto che gli Ariani del Nord, vivendo in climi rigidi, avevano sviluppato gruppi coesi che permettevano loro di sopravvivere in quell’ambiente, rendendoli così più disciplinati, produttivi e con un maggiore senso civico rispetto agli europei meridionali. Tuttavia, Sergi respinse le affermazioni secondo cui gli Ariani, un popolo euroasiatico, fossero responsabili della fondazione della civiltà greco-latina. Sergi descrisse in termini negativi gli Ariani originari in Europa: “Gli Ariani erano selvaggi quando invasero l’Europa: distrussero in parte la civiltà superiore delle popolazioni neolitiche e non avrebbero potuto creare la civiltà greco-latina”. Sergi sostenne che l’unico contributo degli antichi Ariani alla civiltà europea fosse rappresentato dalle lingue indoeuropee.
Sergi sostenne che i Nordici non avevano dato alcun contributo sostanziale alla civiltà pre-moderna, osservando che “nell’epoca di Tacito, i Germani … rimanevano barbari come ai tempi preistorici”. Affermò che i Romani non furono in grado di romanizzare i Germani perché questi ultimi erano avversi all’influenza civilizzatrice dei Romani. Respinse le affermazioni degli studiosi germanici secondo cui i Germani erano i salvatori di un’Italia post-romana decadente.
Invece, Sergi sostenne che i Germani fossero responsabili dell’avvento dei Secoli Bui nel periodo medievale e che i Germani del periodo medievale fossero noti per “delinquenza, vagabondaggio e ferocia”. C. G. Seligman sostenne le affermazioni mediterranee, affermando che “bisogna, credo, riconoscere che la razza mediterranea ha effettivamente più realizzazioni a suo merito rispetto a qualsiasi altra, poiché è responsabile della maggior parte della civiltà mediterranea, sicuramente prima del 1000 a.C. (e probabilmente molto dopo), e così ha plasmato non solo le culture egee, ma anche quelle dell’Occidente e la maggior parte delle terre del Mediterraneo orientale, mentre la cultura dei loro parenti più vicini, gli Egizi pre-dinastici camitici, formò la base di quella dell’Egitto.”
Fernand Braudel, negli anni ‘20, invocò il concetto di Mediterraneismo, includendo rivendicazioni di universalismo mediterraneo per giustificare il colonialismo francese in Algeria. Braudel aveva iniziato i suoi studi dottrinali proprio in quegli anni, quando il tema dell’unità mediterranea era oggetto di acceso dibattito. Braudel sosteneva la tesi a favore dell’unità mediterranea. Questo argomento a favore dell’unità mediterranea giustificava il colonialismo francese in Algeria e collocava i Berberi in una posizione privilegiata tra i popoli dell’Africa, come custodi della perduta eredità romana nel continente. Si sosteneva che, se i Berberi fossero stati culturalmente separati dall’ambiente arabo-islamico circostante, sarebbero diventati alleati naturali dei francesi grazie alla loro eredità mediterranea, sfidando così il sentimento anticoloniale.

## Fascismo

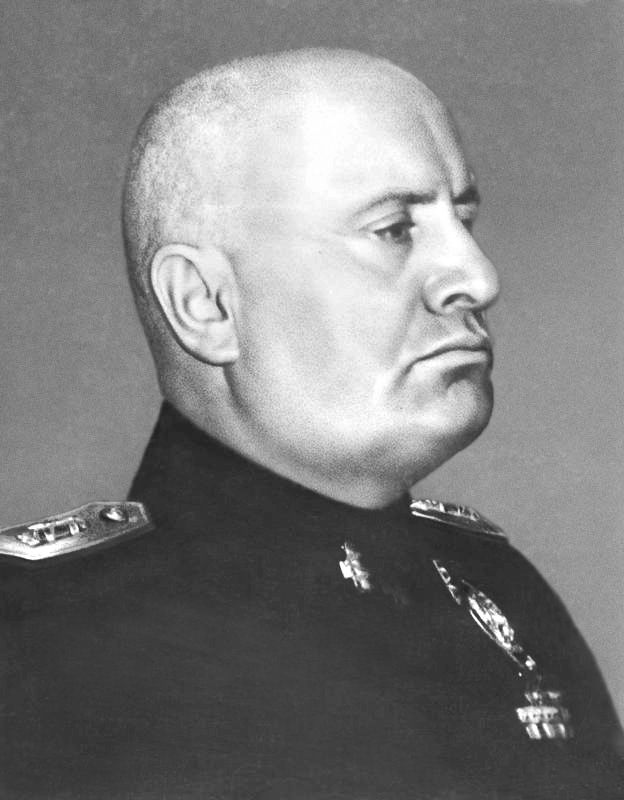
Benito Mussolini era inizialmente un convinto sostenitore del Mediterraneismo; tuttavia, con il suo crescente allineamento alla Germania nazista e la conseguente influenza del nazismo pro-nordicista sulle sue politiche, iniziò a promuovere l’arianesimo pro-nordico, sostenendo che gli italiani avessero un patrimonio nordico-mediterraneo

Il fascismo italiano inizialmente aderiva fortemente a una versione simile di mediterraneismo che affermava l’esistenza di un legame tra tutte le culture e i popoli mediterranei, spesso ponendo i popoli e le culture mediterranee al di sopra di altre culture.
Questa forma di mediterraneismo era in netto contrasto con la teoria razziale nordica, allora diffusa nel Nord America e nell'Europa settentrionale, centrale e germanofona, che sosteneva che i popoli mediterranei erano inferiori alla razza nordica, e ne era in parte una reazione.
Nel 1934, all’inaugurazione della V edizione della Fiera del Levante, prima dell’alleanza con Hitler, Mussolini tenne il discorso del “sovrano disprezzo” nei confronti dei tedeschi e delle teorie razziste di “gente che ignorava la scrittura in un tempo in cui Roma aveva Cesare, Virgilio e Augusto”. Entro il 1938, tuttavia, egli iniziò a supportare attivamente le politiche razziste del regime fascista italiano, come dimostrato dal suo sostegno al “Manifesto della Razza”, pubblicato il 14 luglio 1938, che aprì la strada all’approvazione delle Leggi Razziali. Membri di spicco del Partito Nazionale Fascista (PNF), come Dino Grandi e Italo Balbo, si opposero alle Leggi Razziali. Balbo, in particolare, riteneva che l’antisemitismo non avesse nulla a che fare con il fascismo e si oppose fermamente alle leggi antisemite.